# مقاطعة أملش
مقاطعة أملش (بالفارسية: شهرستان املش) هي مقاطعة تقع  في محافظة غيلان في إيران. تقع مقاطعة أملش، التي تبلغ مساحتها حوالي 350 كيلومترًا مربعًا، على بعد 75 كيلومترًا من مقاطعة رشت و16 كيلومترًا من مقاطعة رودسر ومقاطعة لنغرود. يقدر عدد سكانها بـ 46,108 نسمة .